# Pleasanton (Kansas)
Pleasanton is een plaats (city) in de Amerikaanse staat Kansas, en valt bestuurlijk gezien onder Linn County.

## Demografie
Bij de volkstelling in 2000 werd het aantal inwoners vastgesteld op 1387.
In 2006 is het aantal inwoners door het United States Census Bureau geschat op 1370, een daling van 17 (-1.2%).

## Geografie
Volgens het United States Census Bureau beslaat de plaats een oppervlakte van
4,6 km², waarvan 4,2 km² land en 0,4 km² water. Pleasanton ligt op ongeveer 262 m boven zeeniveau.

## Plaatsen in de nabije omgeving
De onderstaande figuur toont nabijgelegen plaatsen in een straal van 20 km rond Pleasanton.